# Шипка (Шолданештский район)
Шипка (рум. Şipca) — село в Шолданештском районе Молдавии. Относится к сёлам, не образующим коммуну.

## История
В прошлом — еврейская земледельческая колония Шибка.

## География
Село расположено на высоте 182 метра над уровнем моря.

## Население
По данным переписи населения 2004 года, в селе Шипка проживает 756 человек (382 мужчины, 374 женщины).
Этнический состав села:
| Национальность | Число жителей | Процентный состав |
| -------------- | ------------- | ----------------- |
| молдаване      | 748           | 98,94             |
| русские        | 7             | 0,93              |
| румыны         | 1             | 0,13              |
| Всего          | 756           | 100 %             |